# Plaza de la Candelaria (Santa Cruz de Tenerife)

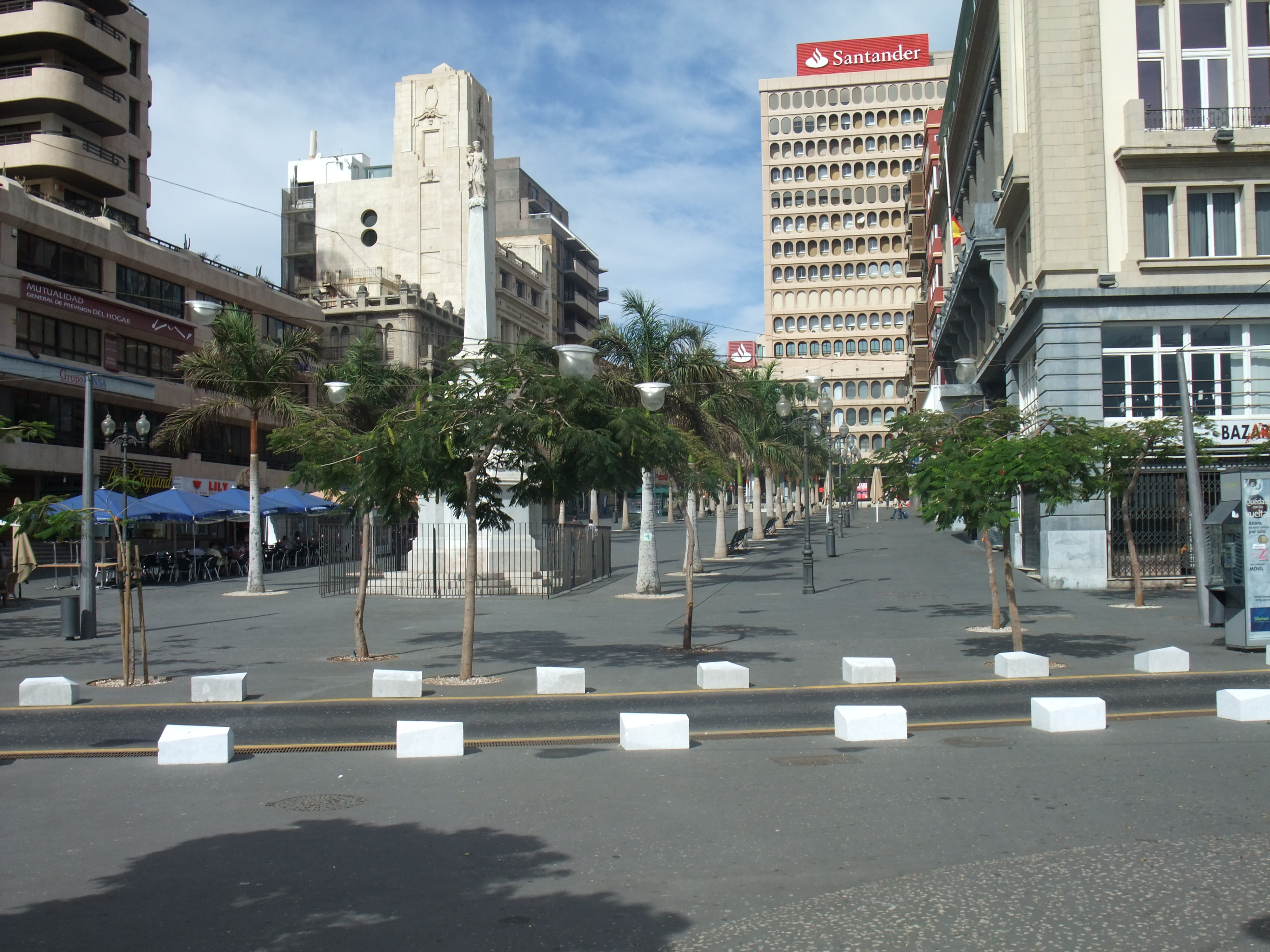
Plaza de la Candelaria in Santa Cruz de Tenerife

Die Plaza de la Candelaria ist ein öffentlicher Platz in Santa Cruz de Tenerife (Kanarische Inseln, Spanien).

## Geschichte des Platzes

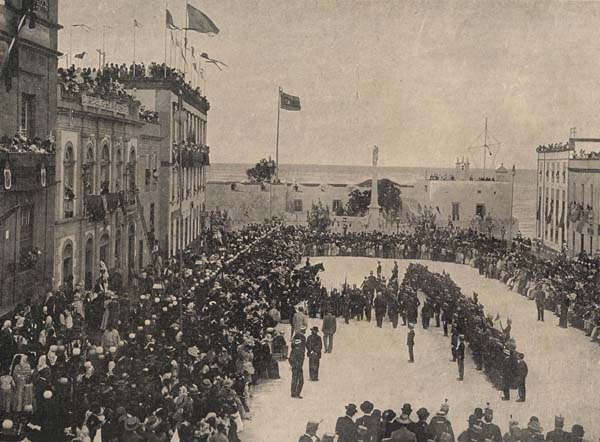
100-Jahr Feier des Sieges über die von Nelson geführten Britischen Angreifer auf dem damals Plaza de la Pila genannten Platz

Das Gebiet der Plaza de la Candelaria lag bei der Gründung von Santa Cruz de Tenerife zu Beginn des 16. Jahrhunderts am nördlichen Rand der Ansiedlung. Anfangs wurde das Gelände für Übungen der Miliz genutzt. Es wurde daher Plaza de Armas genannt. Der Bau des Castillos San Cristóbal im Jahr 1579 grenzte den Platz zum Meer hin ab. Um den Platz herum wurden weitere Gebäude errichtet. Mit der Zunahme der Bedeutung des Hafens und dem Bau einer Mole vor dem Castillo San Cristóbal wurde der Platz, jetzt unter der Bezeichnung Plaza del Castillo zum wirtschaftlichen Mittelpunkt der Stadt. Im Jahr 1706 wurde in der Mitte des Platzes ein Brunnen aufgestellt. Der Name wechselte daher in Plaza de la Pila (Platz der Brunnenschale). Nach dem Abriss des Castillo San Cristóbal im Jahr 1929 war der Platz zum Hafen hin wieder offen. Durch die Anlage und die neue Bebauung der Plaza de España auf dem an die Plaza de la Candelaria angrenzenden Gelände, in den 1940er und 1950er Jahren verlagerte sich der Schwerpunkt des Verkehrs von der Plaza de la Candelaria auf die Plaza de España. Bei der Umgestaltung des Bereiches der Plaza de España in den Jahren 2006 bis 2008 wurde die Plaza Candelaria zur Fußgängerzone.
Der offizielle Name des Platzes wurde im Laufe der Zeit immer wieder verändert u. a. in Plaza de la Constitución, Plaza Real usw. Der heute verwendete Name leitet sich von dem Denkmal El Triunfo de La Candelaria ab, das im Jahr 1778 im unteren Teil des Platzes errichtet wurde.
Vor diesem Denkmal wird zu Karneval, zu den Fiestas de Mayo aber auch zu anderen Anlässen eine Bühne aufgebaut. Der obere Teil des leicht ansteigenden Platzes wird so zum Zuschauerraum für öffentliche Veranstaltungen. In der restlichen Zeit ist der Platz als Ende bzw. Anfang der Haupteinkaufsstraße der Stadt, der Calle Castillo, mit vielen Straßencafés Treffpunkt für Touristen und Einheimische.
Der Platz war und ist auch heute noch Schauplatz vieler für die Stadt bedeutender politischer und gesellschaftlicher Ereignisse wie die Ausrufung der Zweiten Spanischen Republik im Jahr 1931, Demonstrationen usw. Für die Chichareros (Einwohner von Santa Cruz) stellt allerdings die Verabschiedung der geschlagenen Britischen Matrosen und Marinesoldaten durch eine Ehrenformation der Kanarischen Milizen am 25. Juli 1792, das bedeutendste Ereignis dar, dass auf dem Platz stattfand.

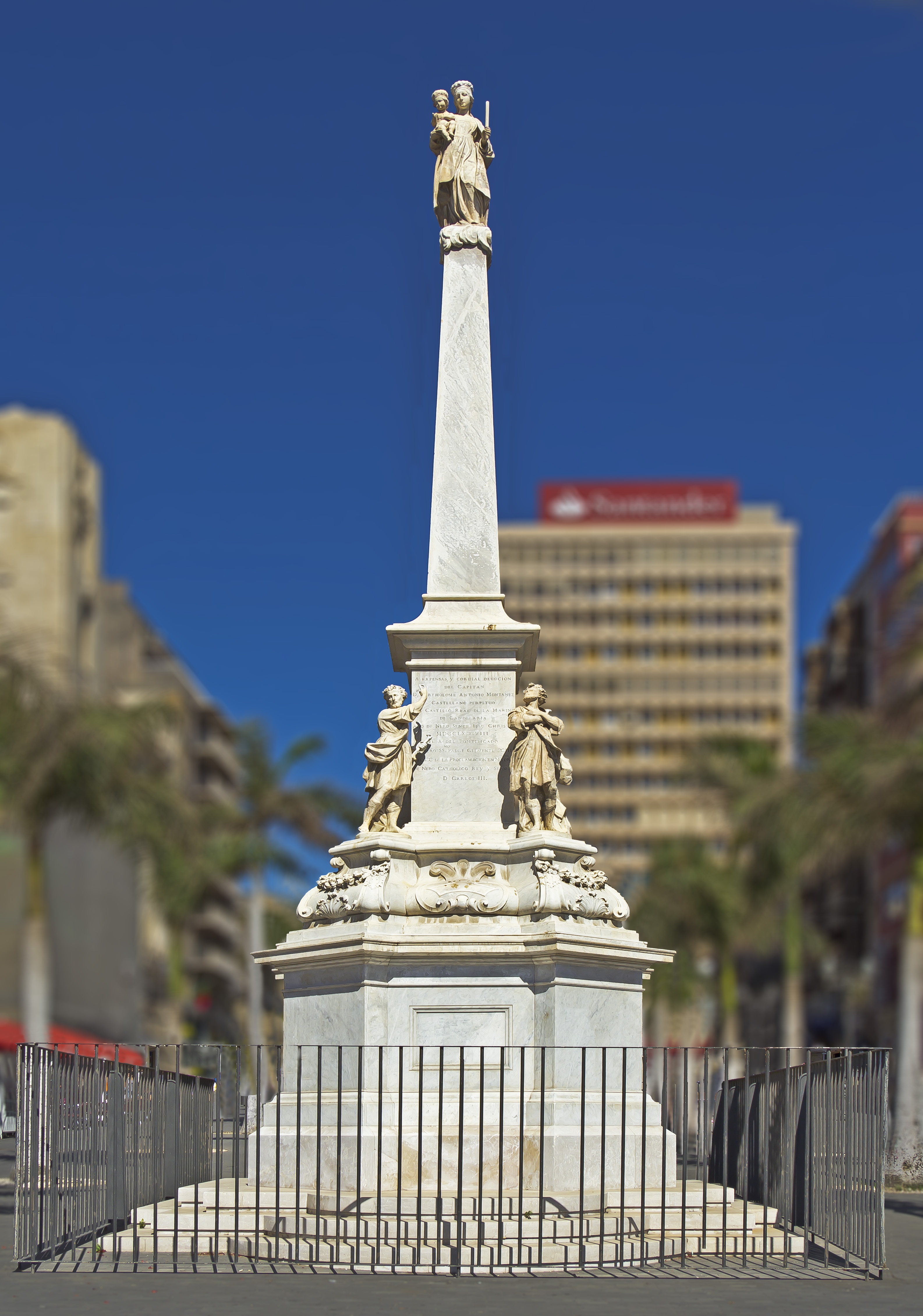
Das Denkmal El Triunfo de La Candelaria

## Denkmale auf dem Platz

### El Triunfo de La Candelaria
Das Denkmal wurde zu Ehren der Virgen de la Candelaria oder auch Nuestra Señora de la Candelaria errichtet. Es besteht aus einem Obelisken auf dessen Spitze eine Marienstatue steht. An den vier Ecken des Sockels stehen lebensgroße Figuren, die die Menceyes (Fürsten der Ureinwohner Teneriffas) der Fürstentümer Icod, Daute, Abona und Adeje darstellen. Die Inschriften auf den vier Seiten enthalten Hinweise auf die Bedeutung der Candelaria für die Insel und eine Angabe auf das Jahr der Aufstellung und den Spender des Denkmals. Bis 1928 befanden sich im Sockelbereich Puttos die auf Delfinen ritten. Das Denkmal besteht aus Carrara-Marmor. Es wurde im Jahr 1768 in Genua von dem Bildhauer Pasquale Bocciardo geschaffen.

### La Pila

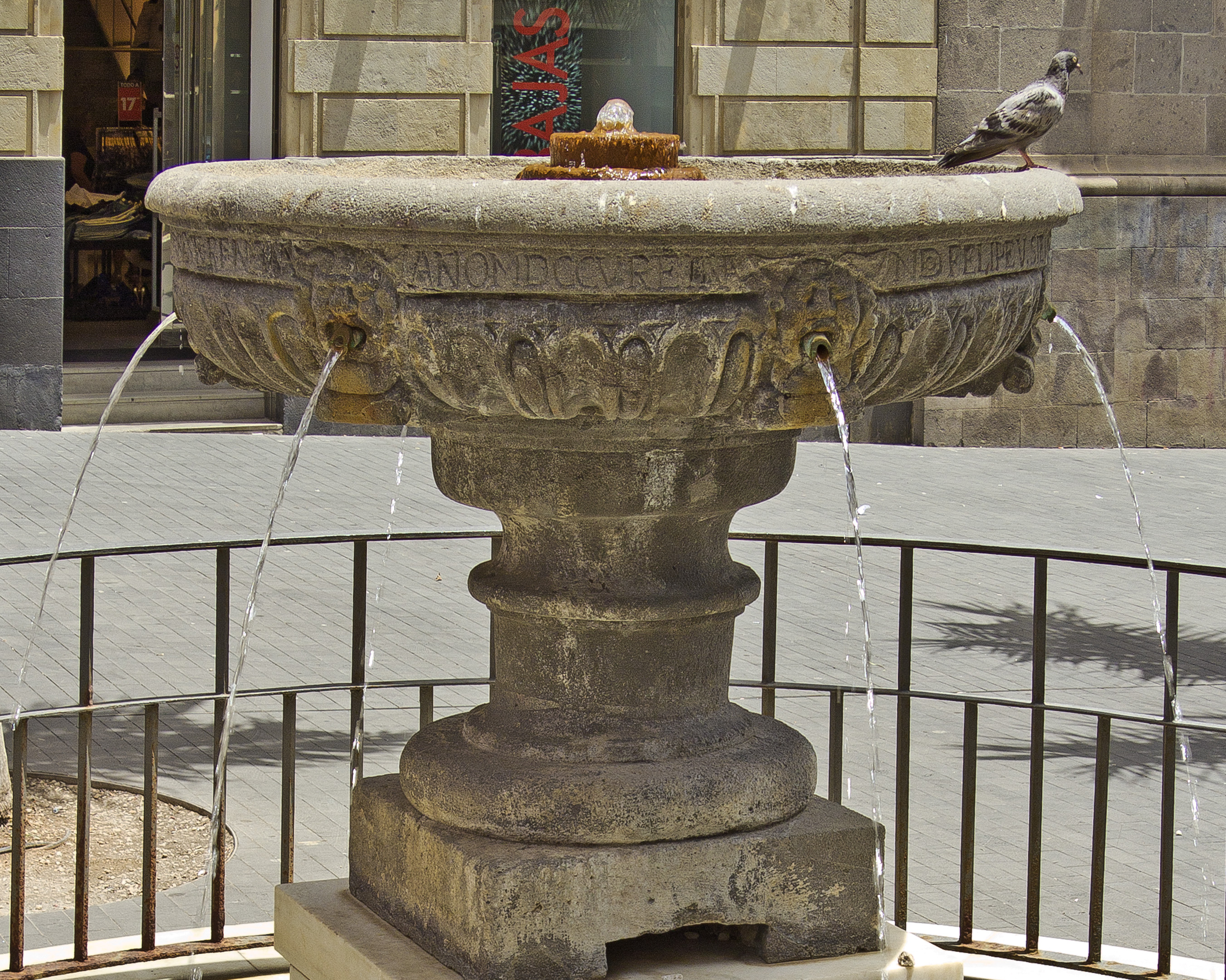
Brunnenbecken

Die Brunnenschale, die heute im oberen Bereich des Platzes steht, war der oberste Teil eines Brunnens der im Jahr 1706 in der Mitte des Platzes aufgestellt wurde. Der Brunnen ist aus örtlichem Vulkanstein hergestellt. Dieser Brunnen war eine der Endstellen der neu installierten Trinkwasserversorgung der Stadt und des Hafens. Das Wasser wurde vom Monte Aguirre im Anaga-Gebirge über einen 12 km langen Kanal herangeführt. Im Jahr 1802 fiel die Brunnenschale aus ungeklärten Gründen herunter und zerbrach. Daraufhin wurde der Bunnen weiter abwärts verlegt. Im Jahr 1844 wurde die Brunnenschale an eine Privatperson verkauft, die sie in einem Hotelgarten aufstellte. Im Jahr 1986 wurde der Brunnen an der Stelle aufgebaut, an der bis dahin ein steinernes Kreuz stand, das heute auf der Plaza de la Iglesia steht.

## Gebäude am Rand des Platzes

### Edificio Olympo
An der Stelle, an der sich seit 1975 das 57 m hohe Edificio Olympo befindet, stand früher das Hotel La Orotava. Das Hotel war lange Zeit eine der ersten Adressen für Reisende, bevor sie sich in andere Teile der Insel begaben. Das Edificio Olympo besteht in den unteren Etagen aus Ladenflächen in den oberen aus Gewerbeflächen und Wohnungen.

### Camara de Comercio
Das Gebäude der Camara Oficial de Comercio, Industría y Navegación de Santa Cruz de Tenerife, auch bekannt als Círculo Mercantil, wurde im Jahr 1932 von José Enrique Marrero Regalado entworfen und im Jahr 1943 fertiggestellt.

### Edificio Banco Santander
Das 52 m hohe Gebäude der Banco Santander am Westende der Plaza Candelaria in Santa Cruz de Tenerife wurde im Jahr 1977 fertiggestellt. In dem Gebäude befinden sich gewerblich genutzte Flächen als auch Wohnflächen.

### Palacio de Carta

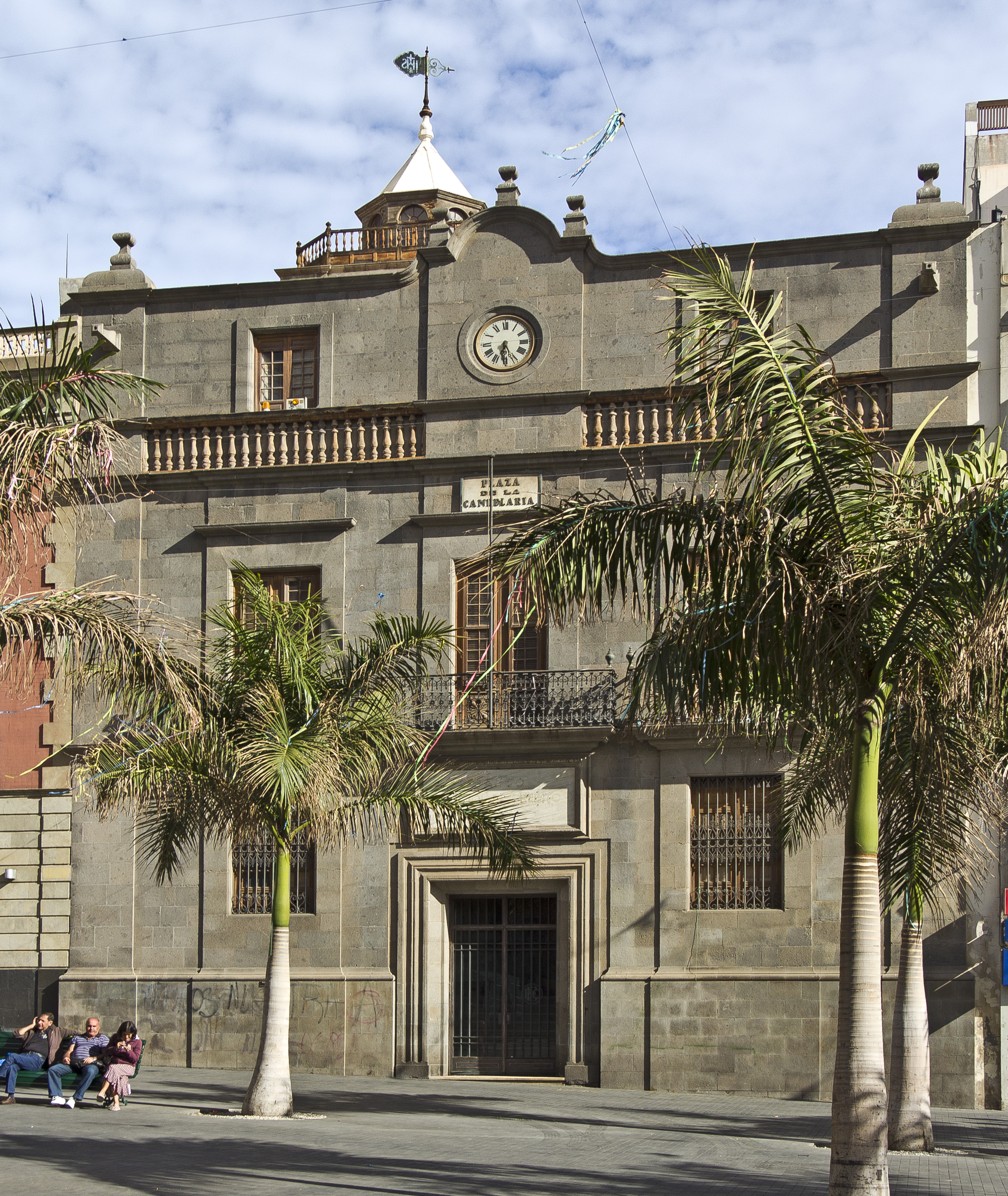
Palacio de Carta

Der Palacio de Carta ist ein historisch bedeutendes Gebäude an der Plaza de la Candelaria in Santa Cruz de Tenerife.
Matías Rodrígez Carta ließ das Gebäude in der Zeit von 1721 bis 1752 bauen. Als Baumeister wird Francisco de la Pièrre angenommen. Das Gebäude mit einer Fassade zur Plaza de la Candelaria und einem von der Plaza kaum wahrnehmbaren Turm hat einen Innenhof (Patio) mit bemerkenswerten Balkonen und Galerien aus Holz. Der Palacio de Carta war von 1853 bis 1881 Sitz der General-Kapitäne der Kanarischen Inseln. Das Gebäude steht seit dem Jahr 1947 unter Denkmalschutz.

### Casino de Santa Cruz de Tenerife
Das Gebäude des Casino de Santa Cruz Tenerife wurde von dem Architekten Miguel Martín Fernández de la Torre entworfen und im Jahr 1935 fertiggestellt. Der Eigentümer, die Sociedad Casino de Tenerife, ist eine private Vereinigung. Es handelt sich nicht um ein Spielcasino, sondern um einen Verein zur Förderung der Kultur und Freizeitgestaltung. In dem Gebäude fanden bedeutende Tagungen und Kunstausstellungen statt.
Das Gebäude steht seit dem Jahr 2006 unter Denkmalschutz.